# Чуашрот

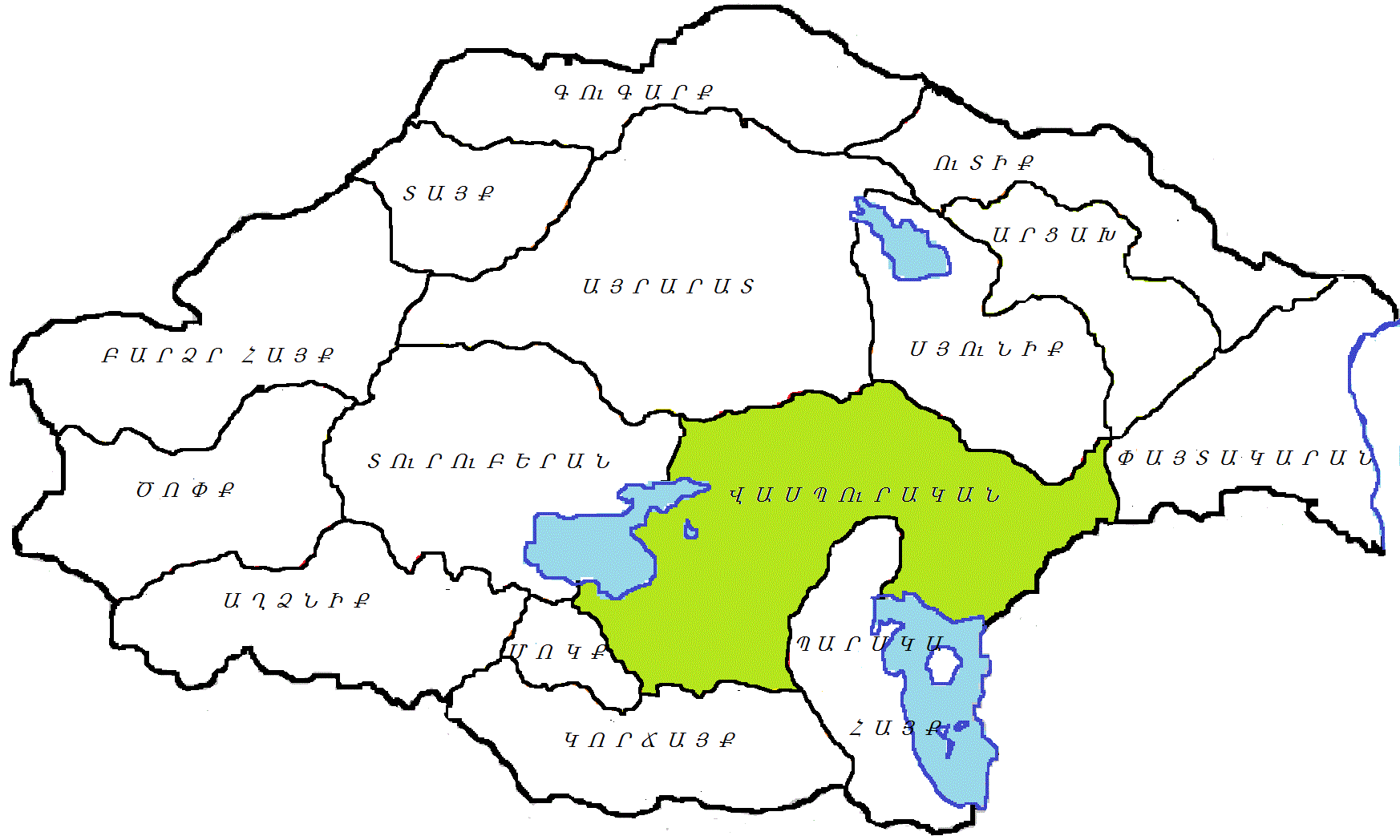
Васпуракан в составе Великой Армении

Чуашро́т — двадцатый гавар провинции Васпуракан Великой Армении. Располагался на берегу рек Чуаш-рот, Кармир и Аракс. Граничил на юге с провинцией Нор-Ширакан. Столица- город Чорс. Другим известным городом Чаушрота был Марякан . Имелась крепость Шамирам. Вместе с Артазом входил в состав армянского княжества Аматуник.

## История
В древности территория Чаушрота была частью Наири, вместе с Артазом, являлся северной частью хурритской области Арманили (Армарили, искажённое ассир.) . Затем, область много веков входила в состав царства Биайнили. Впоследствии, после гибели Арарту (Урарту), Чаушрот принадлежал царству Матиена. После падения Матиены под ударами скифов и мидян, уцелевшее матиенское княжество Аматуник присоединилось к Великой Армении и Чаушрот стал армянской исторической областью в составе провинции Васпуракан
После того, как в 791 году Шапух Аматуни вместе с сыном Амамом и 12 000 своих сторонников с семьями, переселились из Чуашрота в Византийскую империю, этим гаваром завладел, лояльный к арабам княжеский род Арцруни. Одновременно с Чуашротом, Арцруниды завладели княжеством Рштуник и большей частью земель княжества Андзевацик, многие представители династии правящего рода которого, так же переселилась в Византию.
В результате этих событий, сохранившиеся в Артазе Аматуни и оставшиеся в южном Васпуракане князья Андзеваци, попали в зависимость от Арцрунидов, что позволило князьям Арцруни в начале X века, при поддержке Халифата, провозгласить себя царями Васпуракана и даже, в один момент, претендовать на корону армянских шахиншахов.
После исчезновения Васпураканского царства ,Чуашрот перешёл под контроль Раввадидов, после чего им завладели сельджуки.